# Insurgencia islamista en Siria
La insurgencia islamista en Siria comprendió una serie de protestas, asesinatos, atentados y revueltas armadas lideradas por islamistas sunitas, principalmente miembros de la Vanguardia Combatiente Islámica y, después de 1979, de la Hermandad Musulmana, desde 1976 hasta 1982. El levantamiento tenía como objetivo establecer una República islámica en Siria derrocando al gobierno baazista, en lo que el Partido Baaz ha descrito como una "larga campaña de terror".
Después de 1980, la resistencia popular al régimen baazista se expandió, con una coalición de grupos de oposición islamistas que coordinaron huelgas, protestas y revueltas en todo el país.  Durante los acontecimientos violentos, las milicias de la resistencia atacaron bases del Ejército Árabe Sirio y llevaron a cabo asesinatos políticos de cuadros del Partido Baaz, funcionarios del ejército, asesores militares soviéticos y burócratas vinculados a la familia Assad.  Los civiles también murieron en ataques de represalia llevados a cabo por las fuerzas de seguridad. El levantamiento alcanzó su clímax en la masacre de Hama de 1982, durante la cual el gobierno sirio mató a más de 40.000 civiles.

## Fondo

### Golpe de Estado de 1963 y disturbios de Hama de 1964
En este contexto, la insurgencia tiene su origen en múltiples factores. La fricción ideológica histórica es resultado de la base ultrasecularista del Partido Baaz frente a la base religiosa de la Hermandad Musulmana. La Hermandad Musulmana creía que la religión islámica tenía un papel central en la dirección de las leyes del estado. Por otro lado, la ideología secular baazista enfatizaba el nacionalismo árabe y abogaba por la sustitución de la religión por el socialismo.
Esta fricción se agudizó tras el golpe de Estado del Partido Baaz de 1963, que lo llevó a reclamar el poder exclusivo en el país y posteriormente ilegalizó a toda otra oposición organizada. En respuesta, la Hermandad Musulmana alentó las protestas generales en todo el país. Estas protestas fueron más agudas en la ciudad de Hama, considerada durante mucho tiempo "un bastión del conservadurismo terrateniente". Durante el levantamiento de Hama de 1964, el Partido Baaz respondió violentamente, aplastando la revuelta con fuerza brutal.
Los Hermanos Musulmanes se vieron obligados a continuar sus actividades clandestinamente. En el partido, la disputa ideológica comenzó a ampliarse hacia una sectaria; El predominio de las élites alauitas en el ejército, la burocracia y la política baazistas se hizo visible después de que la Vieja Guardia fuera derrocada por el ala militar neobaazista del general alauita Salah Ŷadid en el golpe de 1966. Los Hermanos Musulmanes de Siria se dividió por disputas sobre cuál era la mejor manera de actuar. Gran parte de la dirigencia del partido tenía miedo de oponerse directamente al gobierno sirio, temiendo que una confrontación violenta pudiera causar más daño que bien. En contraste, varios de los miembros más radicales del partido se escindieron para formar la "Vanguardia Combatiente Islámica", liderada por Marwan Hadid. La Vanguardia Combatiente Islámica estaba dispuesta a desafiar al gobierno llevando a cabo asesinatos y acciones de sabotaje.

### Golpe de Estado de 1970 y enmienda constitucional de 1973
El 13 de noviembre de 1970, Hafez Al-Assad dio un golpe de Estado que le permitió obtener el poder en solitario. Para consolidarlo, el 31 de enero de 1973, Al-Assad implementó una nueva constitución que desencadenó una crisis nacional. A diferencia de las constituciones anteriores, ésta no exigía que el presidente de Siria fuera musulmán, lo que desencadenó feroces manifestaciones en Hama, Homs y Alepo organizadas por la Hermandad Musulmana y los ulemas, que calificaron a Al-Assad de "enemigo de Alá" y llamaron a una yihad contra su gobierno. Bajo presión, Al-Assad volvió a imponer el requisito y convenció al clérigo libanés Musa Al-Sadr para que emitiera una fatwa que proclamara que la minoría alauita formaba parte del Islam chiíta. La constitución de 1973 aumentó considerablemente el apoyo a la Vanguardia Combatiente Islámica de Hadid, y muchos miembros de la Hermandad Musulmana se pasaron a su facción o al menos comenzaron a apoyarla. Posteriormente reorganizó su grupo para aumentar el número de ataques, con la esperanza de provocar al gobierno sirio a una ofensiva que obligaría a los Hermanos Musulmanes a una rebelión abierta.

### Recesión económica
Según el historiador Patrick Seale, "el auge económico que siguió a la Guerra de Octubre se había agotado y se habían creado nuevas desigualdades". Raphael Lefevre añade que la aparición de una ideología laica había llevado a "la subversión de las estructuras tradicionales de poder político y socioeconómico". Además, la disminución del apoyo económico de los países del Golfo, el coste de la campaña militar de Siria en el Líbano y la acogida de varios refugiados del conflicto agravaron aún más la situación económica de Siria.
El impacto económico del socialismo de Estado adoptado por el régimen baazista, así como la creciente asertividad de los alauitas en el nuevo sistema sociopolítico, dieron lugar a la alienación de las élites tradicionales, los terratenientes, los industriales y la burguesía, que apoyaron a la oposición islámica, que se posicionó como defensora ideológica de la propiedad privada y el libre comercio.

## Fases de la insurgencia

### Primera fase: operaciones terroristas clandestinas, 1976-1979
En 1976, el ejército sirio intervino en la guerra civil libanesa, inicialmente contra las guerrillas palestinas (OLP). Esto fue recibido con sorpresa en todo el mundo árabe y contribuyó a aumentar los motivos preexistentes de descontento con el gobierno sirio. El historiador Patrick Seale describió este ataque como "la matanza de la vaca sagrada del arabismo".
Ese mismo año, Siria sufrió ataques terroristas esporádicos, en su mayoría explosiones y asesinatos. Los asesinatos estaban dirigidos principalmente contra oficiales militares destacados, burócratas y funcionarios del gobierno, incluidos médicos y maestros. La mayoría de las víctimas eran alauitas, lo que llevó a algunos a sugerir "que los asesinos habían atacado a la comunidad", pero "nadie podía estar seguro de quién estaba detrás" de los asesinatos.
El gobierno iraquí de Sadam Huseín había apoyado a los insurgentes con un flujo constante de armas y suministros. El general Rifaat Al-Assad, hermano menor de Hafez Al-Assad, se convirtió en una figura poderosa en el partido Baaz y en la política siria como resultado de sus actividades en la guerra civil libanesa. La corrupción de Rifaat, así como los excesos sectarios de sus milicias privadas leales alauitas, cada vez más autónomas, provocaron un resentimiento generalizado en toda la población siria. Como resultado, la situación interna en Siria se desestabilizó aún más y las protestas se extendieron a otras ciudades.

### Segunda fase: campaña a gran escala, junio de 1979 – enero de 1982
El 16 de junio de 1979 se produjo la masacre en la escuela de artillería de Alepo. Un miembro del personal de la escuela, el capitán Ibrahim Yusuf, convocó a los cadetes a una reunión urgente en el comedor. Una vez reunidos, los hombres armados dispararon indiscriminadamente contra los cadetes con armas automáticas y granadas. La masacre fue planeada por Adnán Uqla, un comandante de la Vanguardia Combatiente Islámica. Uqla cometió el asesinato en masa sin el permiso del líder oficial de la Vanguardia Combatiente Islámica, Hisham Ŷumbaz, ni de su comando de campo en Alepo.
Esta masacre marcó un giro en la insurgencia, ya que ahora era más que una serie de ataques esporádicos, sino una campaña de "guerra urbana a gran escala". En agosto, la Hermandad había declarado una ŷihad contra el gobierno sirio, reivindicando efectivamente la responsabilidad de la insurgencia.
En los días previos al 8 de marzo de 1980 (17.º aniversario del golpe de Estado baazista de 1963), casi todas las ciudades sirias se vieron paralizadas por huelgas y protestas, que a veces desembocaron en batallas campales con las fuerzas de seguridad. Los acontecimientos se intensificaron hasta convertirse en una represión a gran escala en Alepo, donde el gobierno respondió con una fuerza militar abrumadora, enviando decenas de miles de tropas, apoyadas por tanques y helicópteros. En Alepo y sus alrededores, cientos de manifestantes fueron asesinados y ocho mil fueron arrestados. En abril, el levantamiento en la zona había sido aplastado.
Entre 1979 y 1981, los insurgentes de la Hermandad siguieron atacando a funcionarios del Partido Baaz, oficinas del partido, comisarías de policía, vehículos militares, cuarteles, fábricas e incluso a funcionarios rusos. Los insurgentes formaban "equipos de ataque" para matar a militantes del Partido Baaz mientras dormían, como Abd Al-Aziz Al-Adi, que fue asesinado delante de su mujer y sus hijos y cuyo cuerpo fue arrojado a la calle. En ocasiones, también se atacó a personas que habían denunciado los asesinatos, entre ellas el jeque Al-Shami, imán de la mezquita Suleymania de Alepo.
Otros casos de terrorismo incluyen los ataques de agosto, septiembre y noviembre de 1981, cuando la Hermandad llevó a cabo tres ataques con coches bomba contra objetivos gubernamentales y militares en Damasco, matando a cientos de personas, según la prensa oficial. Entre las víctimas había funcionarios soviéticos, expertos y sus familias que prestaban servicios en las Naciones Unidas como parte de la Fuerza de las Naciones Unidas de Observación de la Separación.

### Tercera fase: Respuesta del gobierno, 1979-1981
Al perder el control de las calles, el gobierno decidió aplicar una política de guerra total contra los insurgentes tras la conclusión de un congreso del Partido Baaz en enero de 1980. El primer paso del partido fue armar a sus leales y simpatizantes, creando en la práctica una "milicia ciudadana". En marzo y abril, las ciudades de Ŷisr Al-Shughur y Alepo se alinearon con miles de tropas en guarnición y tanques en las calles. Cientos de personas fueron detenidas en operaciones de búsqueda y destrucción.
En otro caso, en represalia a un ataque terrorista fallido en una aldea alauita cerca de Hama, el ejército ejecutó a unos 400 habitantes sunitas de Hama, elegidos al azar entre la población masculina mayor de 18 años.
El 27 de junio de 1980, el propio Hafez Al-Assad escapó por poco de la muerte tras un intento de asesinato fallido. El agresor disparó una ráfaga de proyectiles y arrojó dos granadas; la primera fue pateada por Al-Assad y la segunda fue cubierta por su guardaespaldas personal, Khalid Al-Husain, quien murió instantáneamente. En represalia, al día siguiente, la compañía de defensa de Rifaat Al-Assad voló en helicóptero a la tristemente célebre prisión de Palmira y mató a cientos de prisioneros que habían sido afiliados a la Hermandad. El 8 de julio, la pertenencia a los Hermanos Musulmanes se convirtió en un delito capital, con un período de gracia de un mes para aquellos que desearan entregarse y evitar la pena de muerte. Un par de miles de personas se entregaron, con la esperanza de escapar de la pena de muerte; en su mayoría, hombres jóvenes, urbanos y educados.

### Cuarta fase: Aplastamiento de la insurgencia, 1982
En general, se considera que la insurgencia fue aplastada por la sangrienta masacre de Hama en 1982, en la que murieron miles de insurgentes, soldados y residentes, según afirmaciones del gobierno antisirio, "la gran mayoría civiles inocentes". El 2 de febrero de 1982, la Hermandad encabezó una importante insurrección en Hama, tomando rápidamente el control de la ciudad; el ejército respondió bombardeando Hama (cuya población era de unos 250.000 habitantes) durante el resto del mes, matando a entre 2.000 y 25.000 personas. Los acontecimientos de Hama marcaron la derrota de la Hermandad, y del movimiento militante islámico en general, como fuerza política en Siria.
La inteligencia estadounidense realizó un análisis de inteligencia con respecto a los posibles resultados del conflicto.

## Secuelas
Tras haber suprimido a toda oposición, Hafez Al-Assad liberó a algunos miembros de la Hermandad que estaban encarcelados a mediados de los años 90.
La Hermandad Musulmana no volvería a tener presencia física en Siria.
Aunque su dirigencia está en el exilio, la Hermandad sigue gozando de considerable simpatía entre los sirios. Riyad Al-Turk, un líder de la oposición secular, la considera el grupo de oposición sirio "más creíble". La Hermandad ha seguido abogando por un sistema político democrático; ha abandonado sus llamamientos a la resistencia violenta y a la aplicación de la ley sharia. La Hermandad también sostiene que condena el sectarismo contra los alauitas y que sólo está en contra de la dictadura baazista. Al-Turk y otros miembros de la oposición secular se inclinan a tomar en serio esta evolución, como una señal de la mayor madurez política de la Hermandad, y creen que ahora la Hermandad estaría dispuesta a participar en un sistema democrático de gobierno.
En una entrevista de enero de 2006, el líder de la Hermandad, Alí Sadreldín Bayanuni, dijo que "la Hermandad Musulmana quiere un cambio pacífico de gobierno en Damasco y el establecimiento de un 'estado civil y democrático', no una república islámica". Según Bayanuni, el gobierno sirio admite haber detenido a 30.000 personas, lo que da una idea bastante clara de la fuerza de la Hermandad.

## Lista de asesinatos durante la insurrección

### Personas asesinadas entre 1976 y 1979
- Coronel Alí Haidar, Comandante de la guarnición de Hama. Asesinado en octubre de 1976.
- Muhammad Al-Fadl, rector de la Universidad de Damasco. Asesinado en febrero de 1977.
- Brigadier Abd Al-Hamid Ruzzug, comandante del cuerpo de misiles. Asesinado en junio de 1977.
- Ibrahim Na'ama, decano de los dentistas sirios. Asesinado en marzo de 1978.
- Coronel Ahmad Khalil, director de asuntos policiales del Ministerio del Interior. Asesinado en agosto de 1978.
- Adil Mini, fiscal del Tribunal Supremo de Seguridad del Estado. Asesinado en abril de 1979.
- Muhammad Shahada Khalil, neurólogo y médico del Presidente Hafez Al-Assad. Asesinado en agosto de 1979.

### Personas asesinadas entre 1980 y 1982
- Salim El-Lawzi, periodista de la revista libanesa Al-Hawadith. Asesinado en marzo de 1980.
- Riad Taha, jefe del Gremio libanés de periodistas. Asesinado en julio de 1980.
- Banan Al-Tantawi, esposa del ex director general de los Hermanos Musulmanes de Siria Essam Al-Attar. Asesinada en julio de 1980.
- Salah Al-Din Al-Bitar, cofundador del Partido Baath y ex primer ministro. Asesinado en julio de 1980.

Aunque "no se ha probado" la implicación del gobierno sirio en estos asesinatos, "se sospecha ampliamente" de ella.